# 莫奧塔尼島

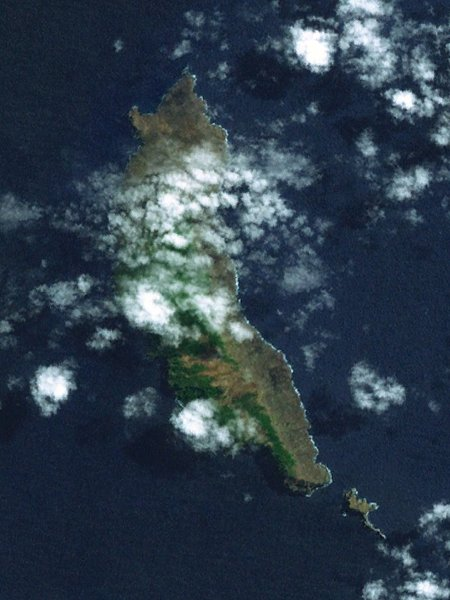

莫奧塔尼島（Mohotani，亦作Motane）是法屬波利尼西亞的島嶼，屬於馬克薩斯群島的一部分，位於希瓦瓦島東南18公里的太平洋海域，由希瓦瓦市镇管辖，長7.2公里、寬1.9公里，面積13平方公里，最高點海拔高度520米，島上無人居住。
10°00′S 138°50′W / 10.000°S 138.833°W